# Symbiosis (album de Bill Evans)
Albums de Bill Evans
Since We Met
(1974) Intuition
(1974)
Symbiosis est un album du pianiste de jazz Bill Evans paru en 1974. C'est une œuvre concertante de « third stream music » composée par Claus Ogerman. Ces derniers avaient déjà travaillé ensemble sur deux albums (Theme from the V.I.P.s (1963) et Bill Evans Trio with Symphony Orchestra, 1965).

## À propos de l'album
Symbiosis est une œuvre de « third stream music » composée par Claus Ogerman. C'est une œuvre concertante pour trio de jazz et orchestre symphonique où passages totalement écrits alternent avec passages improvisés. Cette pièce est composée de deux mouvements : 1st Movement (Moderato, Various Tempi) et 2nd Movement (Largo, Andante, Maestoso, Largo). Ogerman a utilisé plusieurs types d'écriture allant d'une écriture purement tonale (cf. le très « hollywoodien » Largo) à l'écriture sérielle (cf. les lignes mélodiques de saxophones du premier mouvement). Il utilise fréquemment des harmonies basées sur la gamme par tons ainsi que des polyaccords, qui forment « un tapis idéal pour les lignes tourbillonnantes jouées par la main droite du pianiste ».

### Historique
Cet album, produit par Helen Keane, a été initialement publié en 1974 par le label allemand MPS (15402). Il a été réédité en cd en 1994 par le label Verve Records.
Il a été enregistré au CBS 30th Street Studio à New York les 11, 12 et 14 février 1974.

### Réception et critique
Le pianiste Glenn Gould, dans un commentaire donné dans une émission de radio canadienne après qu'il a joué quelques extraits de Symbiosis, décrit l'œuvre comme « remarquable » et « merveilleuse » et dit que « Ogerman a une inventivité harmonique ahurissante ». Il est en revanche plus critique par rapport à l'intégration de Bill Evans dans la pièce : « il y a trop de contradiction entre les pianotages improvisés (ou supposément improvisés) de quelqu'un d'aussi doué que Bill Evans et l'échafaudage structurel très sophistiqué érigé par Ogerman ».
Keith Shadwick, biographe de Bill Evans, décrit quant à lui le jeu de ce dernier en ces termes : « son jeu rubato dans l'ouverture et dans le second mouvement, a cappella ou à l'unisson avec les cordes, est à la fois émouvant et superbement interprété (immensely accomplished), et peu de pianistes de jazz ou de classique en sont capables. »
Ted Gioia attribue à l'album la note de 97/100 sur jazz.com, et le considère comme étant « l'un des chefs-d'œuvre oubliés de la décennie, et un point culminant dans la discographie de Bill Evans. » L'album fait selon lui partie des « essentiels Bill Evans »,.

## Titres de l’album
Symbiosis est une composition de Claus Ogerman.
| Titre                                             | Durée |
| ------------------------------------------------- | ----- |
| 1st Movement (Moderato, Various Tempi)            | 24:58 |
| A.                                                | 7:58  |
| B.                                                | 5:17  |
| C.                                                | 11:43 |
| 2nd Movement (Largo - Andante - Maestoso - Largo) | 15:55 |
| A.                                                | 9:11  |
| B.                                                | 6:44  |

## Personnel
- Bill Evans : piano, Fender Rhodes
- Eddie Gomez : contrebasse
- Marty Morell : batterie

Orchestre dirigé par Claus Ogerman
- Mel Davis, Johnny Frosk, Bernie Glow, Marky Markowitz, Victor Paz, Marvin Stamm : trompette
- Paul Faulise, Urbie Green, Tom Mitchell : trombone
- Ray Alonge, Jim Buffington, Earl Chapin, Peter Gordon, Al Richmond, Gruce Tilotson : cor
- Don Butterfield : tuba
- Don Hammond, Hubert Laws, Bill Stapin : flûte
- Phil Bodner, George Marge : hautbois
- Wally Kane, Don McCourt : basson
- Danny Bank, Ron Janelly : clarinette
- Jerry Dodgion, Harvey Estrin, Walt Levinsky, Phil Woods : saxophone
- Section de cordes (David Nedien : premier violon)
- Doug Allan, Dave Carey, George Devens, Ralph MacDonald : percussion